# Schillerdenkmal (Hannover)

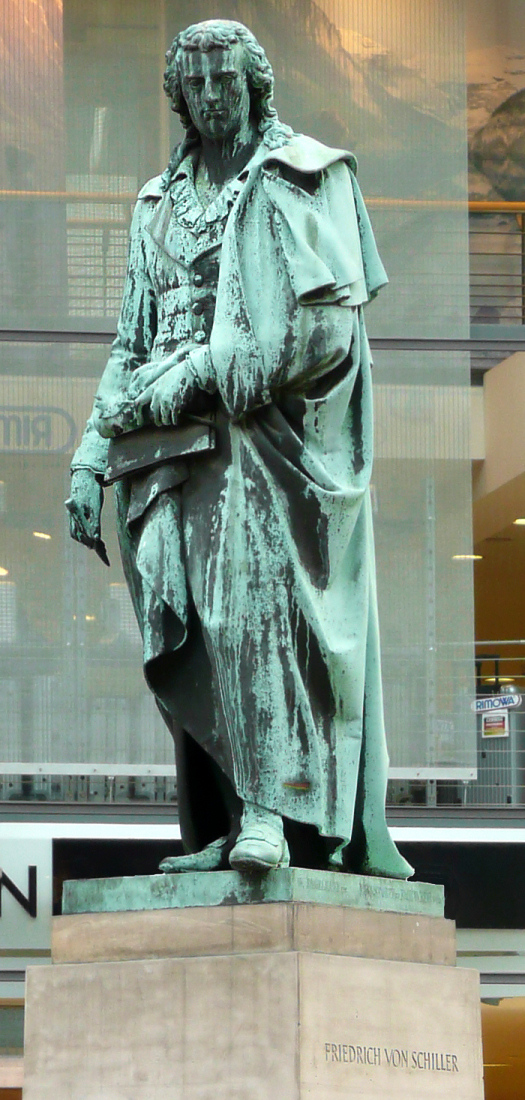
Das Schillerdenkmal in der Fußgängerzone Schillerstraße/Georgstraße

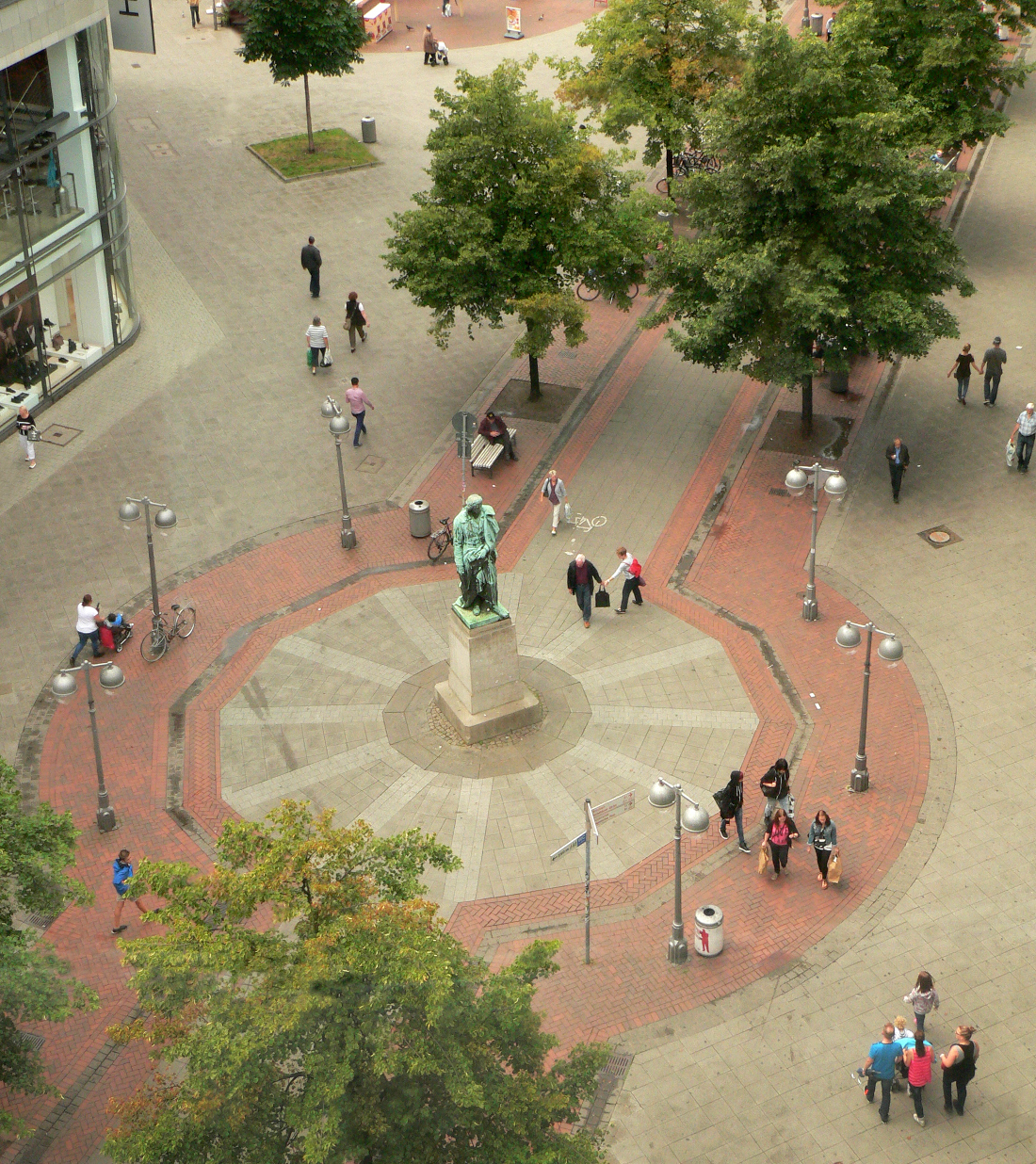
Blick vom Haupthaus von Karstadt von oben auf das Denkmal

Das Schillerdenkmal in Hannover steht in der Fußgängerzone der Georgstraße in Höhe der Einmündung der Schillerstraße im Stadtteil Mitte. Das Standbild ehrt den Dichter Friedrich Schiller und steht unter Denkmalschutz. Seine Geschichte reicht bis in das Königreich Hannover zurück.

## Geschichte

### Schillerstraße
Der Anschaffung des Schillerdenkmals ging die Namensgebung der Schillerstraße vorweg: Während der Schiller-Säkularfeiern zum 100sten Geburtstag von Friedrich Schiller am 10. November des Jahres 1859 wurde die (als Teil der von Georg Ludwig Friedrich Laves und August Heinrich Andreae geplanten Ernst-August-Stadt) 1847 angelegte Reitwallstraße, die vom Ernst-August-Platz vor dem Hauptbahnhof bis zum Reitwall führte, auf Antrag des Schiller-Festkomitees am Tag des Jubiläums umbenannt in Schillerstraße. Sie führte seinerzeit nicht nur bis zum Schnittpunkt mit der Georgstraße, sondern geradlinig darüber hinaus (entlang des heutigen Platzes Am Marstall) bis zum „Hohen Ufer“ an der Leine.

### Das Denkmal

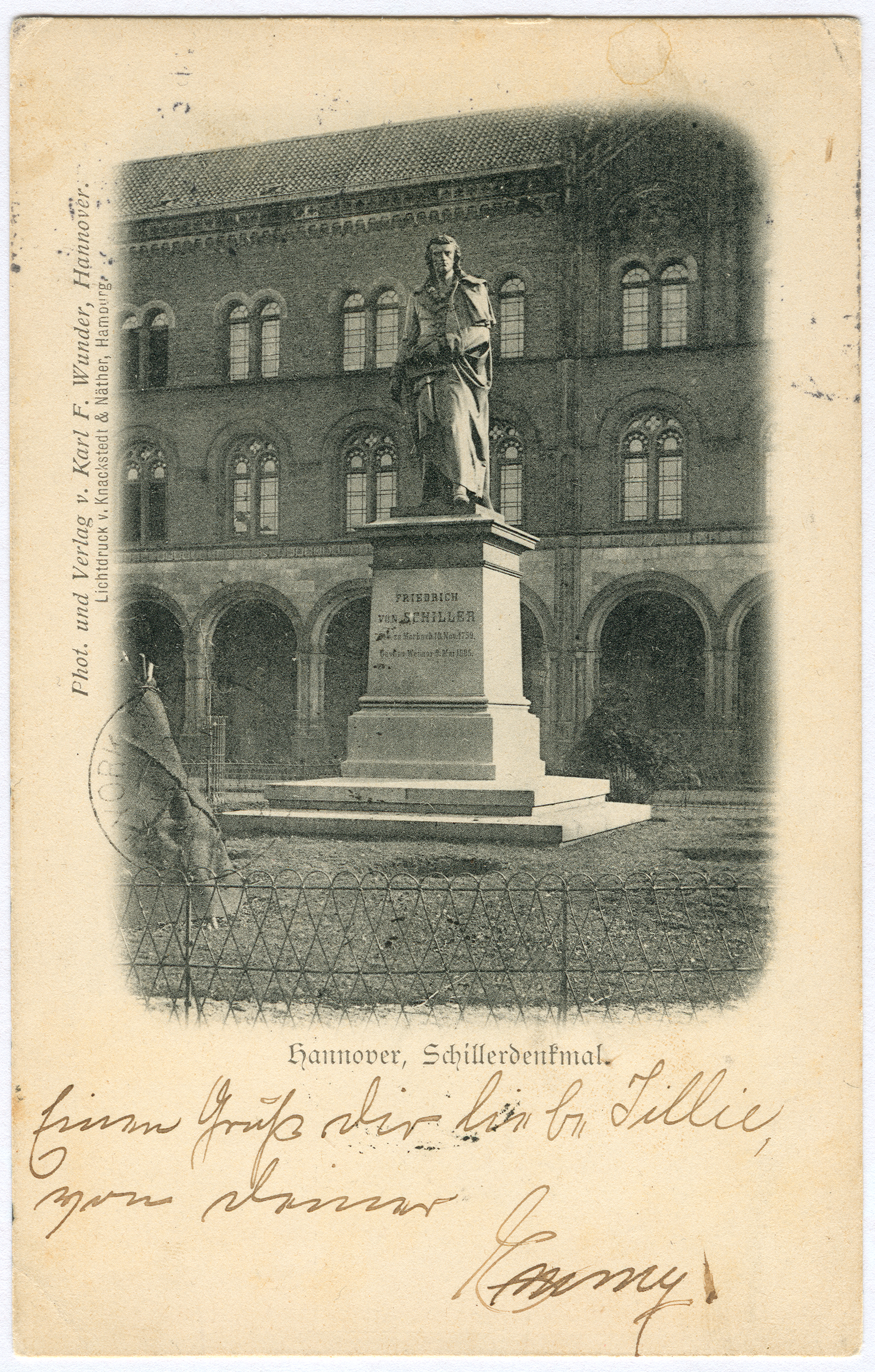
Das Schillerdenkmal vor dem ehemaligen Ratsgymnasium am Georgsplatz, um 1898

Die Anregung zur Anschaffung des Denkmals kam über die Schiller-Säkularfeiern von 1859: Am 100. Geburtstag von Friedrich von Schiller „huldigte die Stadt Hannover den Manen des Dichters“ auf dem Theaterplatz, wo eine von Ernst von Bandel aufgestellte Kolossalfigur [des Dichters] aus Gips und Leinwand aufgebaut war. Den Auftrag zur Schaffung eines Denkmalmodells erhielt anschließend jedoch der seinerzeit „wohl gefragteste Bildhauer in Hannover“, Wilhelm Engelhard. Mit dem Guss wurde die Hof-Bronzegießerei Bernstorff & Eichwede beauftragt, die den geplanten Tag der Aufstellung des Standbildes schon vorab im Bronzesockel festhielt, den „9ten Mai 1863“ zur Wiederkehr des Todestages des Dichters. Die Statue wurde am Georgsplatz enthüllt und stand seitdem direkt vor dem „repräsentativen Neubau“ des Ratsgymnasiums.
Nachdem durch die Luftangriffe auf Hannover im Zweiten Weltkrieg das Schulgebäude am 8./9. Oktober 1943 zerstört worden war, wurde für den an gleicher Stelle geplanten Neubau der Norddeutschen Landesbank das Denkmal 1955 „von seinem alten Standort am Georgsplatz entfernt und auf dem städtischen Bauhof eingelagert“. Vier Jahre später wurde es 1959 „an der Rückseite des Opernhauses wieder aufgestellt“. Dort stand es rund 23 Jahre, bis es nach Fertigstellung der Stadtbahn unterhalb der Georgstraße und deren „Ausbau zur Fußgängerpromenade“ 1982 seinen Standort schließlich am Schnittpunkt mit der Schillerstraße erhielt.